# バックスクリーン3連発
バックスクリーン3連発（バックスクリーン3れんぱつ）は、1985年（昭和60年）4月17日に阪神甲子園球場で行われたプロ野球・阪神タイガース（以下阪神）対読売ジャイアンツ（以下巨人）の試合において、阪神の当時のクリーンアップ（ランディ・バース、掛布雅之、岡田彰布）が7回裏の攻撃時に、巨人の槙原寛己投手が6球を投じる間に3者連続でバックスクリーンおよびその左へ本塁打を打ったという出来事を指す。阪神ファンの間では「伝説の三連発」とも呼ばれる。また、阪神にとってはバックスクリーン3連発があった1985年シーズンは日本一に輝いたシーズンでもあったことから、その名誉とともに、当シーズンの阪神を勢い付かせた出来事として語られることもある。
阪神（以下、前身の大阪タイガースも含む）の3者連続本塁打は通算9回あるが、本記事では2003年5月9日の「平成の3連発」及び2011年5月3日の「26年ぶりのクリーンアップ3連発」についても記述する。

## 経過

### 背景
1985年のセントラル・リーグは4月13日に開幕し、阪神・巨人ともに開幕2連戦の初戦を落としたものの、両球団とも2戦目に勝利して1勝1敗とし、移動日を挟んで4月16日から甲子園球場での阪神対巨人3連戦を迎えることとなった。
初戦（4月16日）は巨人が2点を先制するが、阪神は4回裏二死から掛布雅之が1号ソロ本塁打、さらに岡田彰布が四球で出塁後、佐野仙好の飛球を巨人の河埜和正遊撃手が落球（この間に岡田が得点）し同点に追い付き、動揺した巨人のこの試合の先発投手である加藤初から平田勝男が適時打で逆転、続く木戸克彦が1号2ラン本塁打（プロ初本塁打）、伊藤宏光が四球で出塁、加藤から交代した斎藤雅樹から真弓明信が3試合連続となる3号2ラン本塁打を打って一気に7点を挙げ、後の回の攻撃でもさらに3点を追加して10-2で勝利した。
その翌日の2回戦（4月17日）がこの3連発の舞台であった。

### 1985年4月17日の阪神対巨人戦

#### 試合序盤から中盤まで
2回戦の両チームの先発投手は阪神が工藤一彦、巨人が槙原で始まった。1回表、巨人は工藤からウォーレン・クロマティが本塁打を放ち2点を先制、その裏、阪神が槙原から岡田の適時打で1点を返すも、7回表に巨人が中畑清の中犠飛で追加点を挙げ3-1となり、阪神が2点を追いかける状態となっていた。7回裏の阪神の攻撃は8番木戸がセンター前にヒットで出塁、代走北村照文が送られる。ピッチャー工藤に代打長崎啓二が送られるも凡退。打順はトップに返り真弓の打席の時に一塁走者北村が二盗に成功、真弓も結局四球を選ぶ。2番弘田澄男は倒れるも二死一二塁、本塁打が出れば逆転という場面で、三番打者のバースを迎える。
バースが打席に入った際のスコアボードと走者状況は下記の通りである。
|      | 1 | 2 | 3 | 4 | 5 | 6 | 7 | 8 | 9 | R | H | E |
| ---- | - | - | - | - | - | - | - | - | - | - | - | - |
| 巨人 | 2 | 0 | 0 | 0 | 0 | 0 | 1 |   |   | 3 | 6 | 0 |
| 阪神 | 1 | 0 | 0 | 0 | 0 | 0 | - |   |   | 1 | 5 | 1 |

| S○○ B○○○ O●● | 0ストライク-0ボール 2アウト |

| \| ◆ \| \| \| ◆ \| ◆ \| \| ▼ \| \| | 二塁:北村   | 二塁:北村 |
| \| ◆ \| \| \| ◆ \| ◆ \| \| ▼ \| \| | 三塁:(なし) | 一塁:真弓 |
| ◆                                  |             |           |
| ◆                                  | ◆           |           |
| ▼                                  |             |           |

| ◆ |   |
| ◆ | ◆ |
| ▼ |   |

#### 三番・ランディ・バース
この年、シーズン終了時には三冠王に輝くバースであるが開幕戦で3打席連続三振を喫し、この日も初回に四球で出塁した後2打席凡退するなど直前の打席までは通算15打数2安打で打率.133、本塁打0と絶不調に喘いでいた。しかし、この打席で槙原が投じた初球（試合開始から119球目）の143km/hのシュート（3回裏のバースの2打席目において、併殺打に打ち取られたのと同じ球種）を「ムリに引っ張らずにセンター方向に打ち返すことを意識して」打ち返すと、打球は低い弧を描きながらバックスクリーンに飛び込む3ラン本塁打となり、阪神は4-3と逆転する。普段は本塁打を打った直後にさほど大げさに喜びを表さないバースが、この本塁打の際には一塁を回るところで珍しくガッツポーズを見せている。バース曰く、カーブの抜け球を狙いそれを掛布に伝えたという。
|      | 1 | 2 | 3 | 4 | 5 | 6 | 7 | 8 | 9 | R | H | E |
| ---- | - | - | - | - | - | - | - | - | - | - | - | - |
| 巨人 | 2 | 0 | 0 | 0 | 0 | 0 | 1 |   |   | 3 | 6 | 0 |
| 阪神 | 1 | 0 | 0 | 0 | 0 | 0 | 3 |   |   | 4 | 6 | 1 |

| S○○ B○○○ O●● | 0ストライク-0ボール 2アウト |

| \| ◆ \| \| \| ◆ \| ◆ \| \| ▼ \| \| | 二塁:(なし) | 二塁:(なし) |
| \| ◆ \| \| \| ◆ \| ◆ \| \| ▼ \| \| | 三塁:(なし) | 一塁:(なし) |
| ◆                                  |             |             |
| ◆                                  | ◆           |             |
| ▼                                  |             |             |

| ◆ |   |
| ◆ | ◆ |
| ▼ |   |

この時の槙原は捕手の佐野元国から、初球はボール気味の球で入るよう指示されたものの以前から当時のエース・西本聖の投球術に憧れ練習していたシュートを3回に公式戦で初めて投じたところ、バースを見事に二塁への併殺打に打ち取れたことに味を占め、同じ球種を選択したものの今度はあまり曲がらず、一方、広めのスタンスを取り一見内角球狙いに見えたバースは、実は前回の打席後ダグアウト裏でビデオを見て同じ外角球に的を絞っていたため（広めのスタンスは外角球狙いを隠すための意図的なもの。）、見事に弾き返されることとなった。

#### 四番・掛布
続いて打席に入った四番打者の掛布は、打率こそ.273でこの日は2四球の後、直前の打席では三振を喫していたものの前日に逆転勝利の一因となったシーズン初本塁打を打っていた。「前のバースの打った本塁打による余韻に甲子園全体が包まれていた。このまま打ってもバースの勢いに打たせてもらう事になる、自分と槙原君の勝負にするためリセットしたかった。」と掛布は打つ気なく初球の内角カーブ（ストライク）、2球目の外角ストレート（ボール）を見送り、3球目に槙原が投じた144km/hのインハイのストレートに「（ストレートに）やや差し込まれたので打った瞬間は入らないと思った。インパクトの瞬間、左（手）でグッと押し込んだ。」という打球はバックスクリーン左翼側の観客席に飛び込む技ありの本塁打となった。
|      | 1 | 2 | 3 | 4 | 5 | 6 | 7 | 8 | 9 | R | H | E |
| ---- | - | - | - | - | - | - | - | - | - | - | - | - |
| 巨人 | 2 | 0 | 0 | 0 | 0 | 0 | 1 |   |   | 3 | 6 | 0 |
| 阪神 | 1 | 0 | 0 | 0 | 0 | 0 | 4 |   |   | 5 | 7 | 1 |

| S○○ B○○○ O●● | 0ストライク-0ボール 2アウト |

| \| ◆ \| \| \| ◆ \| ◆ \| \| ▼ \| \| | 二塁:(なし) | 二塁:(なし) |
| \| ◆ \| \| \| ◆ \| ◆ \| \| ▼ \| \| | 三塁:(なし) | 一塁:(なし) |
| ◆                                  |             |             |
| ◆                                  | ◆           |             |
| ▼                                  |             |             |

| ◆ |   |
| ◆ | ◆ |
| ▼ |   |

#### 五番・岡田
更に五番打者の岡田は打率.333、この日も既に適時打を含む3打数2安打とクリーンナップ三人の中では最も打撃好調であった。ただ、開幕からこの打席まで本塁打はなかったその時の心境を「真弓さん、掛布さんは既に本塁打打ってたし、（この日まで0本だった）バースまで本塁打打った事で焦りもあったし、自分が好調な事より取り残された気分の方が強かった。ヒットでいいという考えはなかった。こうなったら本塁打を狙うしかないやろう」と振り返っている。初球のストレートを見送り、1ストライク後の2球目で「バースにはストレート気味のシュート、掛布さんにはストレートを打たれた。自分にはもう真っすぐは投げてこない、スライダーしかないやろ。」と高めに入った槙原の129km/hのスライダーを狙い打ち。バックスクリーン左翼寄り中段にライナー性で叩き込んだ。掛布は「（三本の本塁打のうち）変化球を物の見事に打ってるんで、本塁打の内容の素晴らしさとしては三本目の岡田の本塁打が一番。」と評するほど完璧な当たりだった。こうして「バックスクリーン3連発」は完成した。
|      | 1 | 2 | 3 | 4 | 5 | 6 | 7 | 8 | 9 | R | H | E |
| ---- | - | - | - | - | - | - | - | - | - | - | - | - |
| 巨人 | 2 | 0 | 0 | 0 | 0 | 0 | 1 |   |   | 3 | 6 | 0 |
| 阪神 | 1 | 0 | 0 | 0 | 0 | 0 | 5 |   |   | 6 | 8 | 1 |

| S○○ B○○○ O●● | 0ストライク-0ボール 2アウト |

| \| ◆ \| \| \| ◆ \| ◆ \| \| ▼ \| \| | 二塁:(なし) | 二塁:(なし) |
| \| ◆ \| \| \| ◆ \| ◆ \| \| ▼ \| \| | 三塁:(なし) | 一塁:(なし) |
| ◆                                  |             |             |
| ◆                                  | ◆           |             |
| ▼                                  |             |             |

| ◆ |   |
| ◆ | ◆ |
| ▼ |   |

3連続で被弾した槙原は鹿取義隆に交代、次の打者であった佐野仙好を打ち取り、7回裏の攻撃が終了した。この三連続本塁打による逆転劇に阪神側応援席は狂喜乱舞、一方の巨人側応援席からは罵声が飛び、空き缶などが投げ込まれた。
この3連発、厳密に言うと掛布の本塁打はバックスクリーン左横の観客席に入ったため、掛布は当時バックスクリーンの広告を協賛していたカネボウ化粧品提供による賞金を本来なら貰えないが、カネボウの計らいにより授与されている。しかし三者連続本塁打は度々発生するが、広い阪神甲子園球場でこのように同じ方向、かつ最も飛距離が必要なバックスクリーンへクリーンアップの三人による3連発というのは他に無い。

#### 試合終盤
6-3で迎えた9回表、巨人は阪神の福間納投手からクロマティ、原辰徳の連続本塁打で2点を返し1点差とした。ここで吉田は、それまで抑えの経験がなかった2年目の中西清起投手を投入する。中西は中畑清に本塁打性のファウルボールを打たれるが最後は左ライナーに打ち取り、さらに続く吉村禎章と代打駒田徳広を連続三振に抑えたことで、阪神が6-5で逃げ切りに成功した。
中西はこの試合がプロ初セーブであり、また吉田はこの試合をきっかけに中西をクローザーとして起用することとなり、シーズン終盤まで山本和行とのダブルストッパーとして活躍した（山本はシーズン終盤に大怪我で戦線離脱したため、同年は最終的には中西が単独でクローザーを務めた）。

### スコア
|      | 1 | 2 | 3 | 4 | 5 | 6 | 7 | 8 | 9 | R | H | E |
| ---- | - | - | - | - | - | - | - | - | - | - | - | - |
| 巨人 | 2 | 0 | 0 | 0 | 0 | 0 | 1 | 0 | 2 | 5 | 9 | 0 |
| 阪神 | 1 | 0 | 0 | 0 | 0 | 0 | 5 | 0 | X | 6 | 9 | 1 |

1. 巨：槙原（6回2/3）、鹿取（0回1/3）、斎藤（1回）
2. 神：工藤（7回）、福間（1回）、中西（1回）
3. 勝利：工藤（1勝）
4. セーブ：中西（1S）
5. 敗戦：槙原（1敗）
6. 本塁打
巨：クロマティ1号（1回2ラン・工藤）、クロマティ2号（9回ソロ・福間）、原2号（9回ソロ・福間）
神：バース1号（7回3ラン・槙原）、掛布2号（7回ソロ・槙原）、岡田1号（7回ソロ・槙原）
7. 審判
［球審］山本文
［塁審］谷・福井・久保
［外審］松下・太田
8. 試合時間：3時間

| 巨人 | 巨人 | 巨人         |
| 打順 | 守備 | 選手         |
| ---- | ---- | ------------ |
| 1    | [左] | 松本匡史     |
| 2    | [二] | 篠塚利夫     |
| 3    | [中] | W.クロマティ |
| 4    | [三] | 原辰徳       |
| 5    | [一] | 中畑清       |
| 6    | [右] | 吉村禎章     |
| 7    | [遊] | 河埜和正     |
|      | 打   | 駒田徳広     |
| 8    | [捕] | 佐野元国     |
|      | 打   | 山本雅夫     |
|      | 捕   | 笹本信二     |
| 9    | [投] | 槙原寛己     |
|      | 投   | 鹿取義隆     |
|      | 打   | 仁村薫       |
|      | 投   | 斎藤雅樹     |

| 阪神 | 阪神 | 阪神     |
| 打順 | 守備 | 選手     |
| ---- | ---- | -------- |
| 1    | [右] | 真弓明信 |
| 2    | [中] | 弘田澄男 |
|      | 捕   | 山川猛   |
| 3    | [一] | R.バース |
| 4    | [三] | 掛布雅之 |
| 5    | [二] | 岡田彰布 |
| 6    | [左] | 佐野仙好 |
|      | 投   | 福間納   |
|      | 投   | 中西清起 |
| 7    | [遊] | 平田勝男 |
| 8    | [捕] | 木戸克彦 |
|      | 走中 | 北村照文 |
| 9    | [投] | 工藤一彦 |
|      | 打   | 長崎啓二 |
|      | 左   | 吉竹春樹 |

### テレビ中継
- 朝日放送（ABC）≪ANN系列≫
  - 実況：植草貞夫　解説：藤田平
  - リポーター：因田宏紀（ABC・阪神サイド）、石橋幸治（テレビ朝日・巨人サイド）

### 試合後
翌4月18日も阪神が勝利し、このカードは全勝となるのだがシーズン通算対戦成績では拮抗、8月に阪神は巨人との対戦で引き分けを挟んで4連敗を喫し、8勝12敗1引き分けとするも、その後9月・10月の直接対戦で5連勝した阪神がシーズン最終戦でようやく対戦成績を13勝12敗1引き分けとして勝ち越しを決めた。
この14年後となる1999年6月12日には新庄剛志（当時阪神）に故意四球を意図した投球をサヨナラ安打にされる槙原だったが、対阪神戦は通算成績が38勝10敗（その他の4球団には121勝118敗）と一番の得意球団であった。
因みに、この試合を当時11歳で阪神ファンの中村紀洋が左翼側観客席で、当時9歳で巨人ファンの松井稼頭央、当時8歳で阪神ファンの小田幸平も観戦していた。

## 阪神の三者連続本塁打
阪神の三者（以上）連続本塁打は通算9回あり、本項記載
の1985年のものは1979年以来球団史上6年ぶり6度目の記録だった。なおその後記録された2003年のものは1985年と同様に優勝したため、いわゆる「平成の3連発」とも呼ばれている。
| 年月日        | 対戦相手 | 球場   | 回    | 打者                                                                   | 相手投手           |
| ------------- | -------- | ------ | ----- | ---------------------------------------------------------------------- | ------------------ |
| 1953年4月16日 | 洋松     | 日生   | 7回表 | （一番）与儀眞助、金田正泰、後藤次男                                   | 高野裕良           |
| 1962年7月17日 | 広島     | 広島   | 6回表 | （三番）並木輝男、藤本勝巳、三宅秀史                                   | 弘瀬昌彦           |
| 1974年4月20日 | 大洋     | 川崎   | 1回表 | （二番）一枝修平、藤田平、田淵幸一                                     | 竹内広明           |
| 1976年9月19日 | 広島     | 甲子園 | 6回裏 | （一番）中村勝広、掛布雅之、マイク・ラインバック、田淵幸一（※4者連続） | 永本裕章           |
| 1979年8月10日 | 中日     | 西京極 | 1回裏 | （三番）掛布雅之、リロイ・スタントン、マイク・ラインバック             | 三沢淳             |
| 1985年4月17日 | 巨人     | 甲子園 | 7回裏 | （三番）ランディ・バース、掛布雅之、岡田彰布（上記）                   | 槙原寛己           |
| 2003年5月9日  | 横浜     | 横浜   | 3回表 | （四番）濱中治、片岡篤史、ジョージ・アリアス                           | 吉見祐治           |
| 2010年8月12日 | 広島     | マツダ | 6回表 | （七番）城島健司、桜井広大、狩野恵輔                                   | エリック・スタルツ |
| 2011年5月3日  | 巨人     | 東京D  | 3回表 | （三番）鳥谷敬、新井貴浩、クレイグ・ブラゼル                           | 東野峻             |

### 平成の3連発
2003年5月9日の横浜ベイスターズ（横浜）戦で4番濱中治・5番片岡篤史・6番ジョージ・アリアスが吉見祐治からレフト方向に3者連続本塁打。この日、マスメディアは「昭和の3連発の再来（＝優勝だ）」と興奮気味にチーム関係者に取材していたところ、当時の監督の星野仙一に一喝されている。
|    | 1 | 2 | 3 | 4 | 5 | 6 | 7 | 8 | 9 | 計 |
| T  | 5 | 0 | 6 | 0 | 0 | 0 | 0 | 0 | 0 | 11 |
| YB | 0 | 0 | 0 | 0 | 0 | 0 | 0 | 1 | 1 | 2  |

審判：（球）橘高、（塁）真鍋・谷・西本
平成の3連発の翌日
「平成の3連発」の翌日（5月10日）の横浜戦。3回表阪神は藤本敦士が初球を一塁線セーフティーバント、下柳剛も初球を送りバント、今岡誠もまた初球に二塁セーフティーバントを決め、更に続く赤星憲広も初球をセンター前にヒットし、イニングが始まってわずか4球で1点を奪った。後続の金本知憲、濱中も追加点を挙げて逆転しそのまま勝利した。星野は「本塁打3連発と同じくらい（こういう攻撃が）相手投手に与えるダメージは大きい」と述べている。

### 26年ぶりのクリーンアップ3連発
2011年5月3日の対巨人4回戦（東京ドーム）で、3番鳥谷敬、4番新井貴浩、5番クレイグ・ブラゼルが東野峻から3者連続本塁打を記録した。クリーンアップによる3連発は1985年のバース、掛布、岡田以来26年ぶりである。なお、前年にも三者連続本塁打が記録されており、初の2年連続の三者連続本塁打が実現した。
この試合では、3者連続ホームランを打たれた投手の東野もホームランを放っている。
| チーム | 1 | 2 | 3 | 4 | 5 | 6 | 7 | 8 | 9 | 計 |
| 阪神   | 0 | 1 | 4 | 0 | 1 | 0 | 0 | 1 | 0 | 7  |
| 巨人   | 0 | 0 | 1 | 0 | 0 | 0 | 0 | 0 | 2 | 3  |

審判：（球）佐々木、（塁）中村・柳田・川口

### その他
二軍戦においては、近年では2015年5月31日のウエスタン・リーグ対中日14回戦（蒲郡球場）で3番北條史也、4番江越大賀、5番梅野隆太郎がレフトに3者連続本塁打を記録。リーグ戦ではないが、2006年9月30日に山形県野球場で行われたファーム日本選手権に阪神がウエスタン・リーグ優勝チームとしてイースタン・リーグ覇者のロッテと対決。1回裏に4番喜田剛、5番桜井広大、6番藤原通がロッテの先発成瀬善久からそれぞれライト、センター、レフトに3者連続本塁打を放ち、この回4点を先制。最終的に6-0で勝利し、同じ顔合わせで敗れた前年の雪辱を果たして3年ぶり4回目のファーム日本一に輝いた。